# Storem

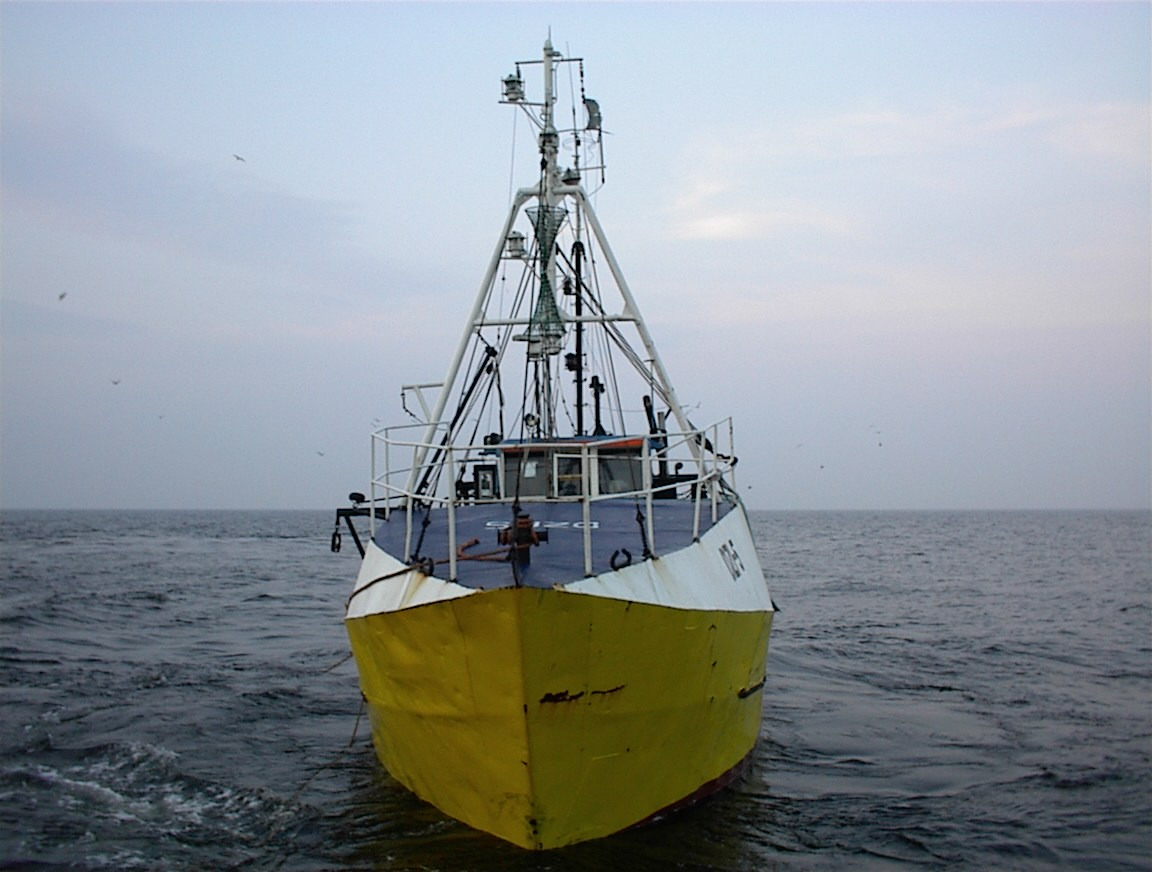
Dzi-5

Storem – jeden z najbardziej rozpowszechnionych typów kutrów rybackich używanych w polskim rybołówstwie służący do połowów dennych (z burty) lub stawnych na obszarze Bałtyku. Charakteryzuje się dużą dzielnością morską (tzw. klasa Bałtycka) pozwalającą na połowy przy sile wiatru 6 stopni w skali Beauforta. Storem występuje na polskim wybrzeżu w bardzo wielu modyfikacjach różniących się:
- Silnikiem: przy połowach dennych (trał) głównie dwunasto-cylindrowe wysokoprężne silniki Henschel-Wola o mocy 310KM, przy połowach stawnych sześcio-cylindrowe Henschel-Wola o mocy około 165KM (tzw. "Delfiny").
- Długość: typowa długość to około 17 metrów jednak występują przedłużone o dwa metry
- Zabudowa: pierwotnie jednostki były wodowane bez żadnej zabudowy, jednakże większość armatorów we własnym zakresie wyposażała jednostki w zabudowę baku (części dziobowej) oraz jednej burty zapewniającej schronienie załodze przed wiatrem i deszczem/śniegiem.
- Wyposażenie: pierwsze wodowane jednostki były pozbawione większości wyposażenia połowowego. Dopiero w późniejszym etapie montowane były windy trałowe i siatkowe, wyciągarki i inny osprzęt.